# Leisurely Pedestrians, Open Topped Buses and Hansom Cabs with Trotting Horses
Leisurely Pedestrians, Open Topped Buses and Hansom Cabs with Trotting Horses is een Britse stomme film uit 1889. Het is een korte film in zwart-wit. De film is opgenomen op celluloid door uitvinder en filmpionier William Friese-Greene met zijn 'chronofotografische' camera, en heeft zijn naam te danken aan een beschrijving van de inhoud. De film werd opgenomen in januari 1889 bij Apsley Gate in Hyde Park in Londen. De zes meter aan filmmateriaal werd beschouwd als de eerste film totdat er nog oudere beelden van Louis Le Prince werden gevonden. Hij werd nooit in het openbaar vertoond en wordt nu beschouwd als een verloren film.